# 생만물
《생만물》(生万物)은 2025년 방송되었던 중국의 웹 드라마이다.

## 등장 인물
- 양미 - 닝슈슈 역
- 어우하오 - 펑다자오 역